# Bobi-Diarabana
Bobi-Diarabana  è una città e sottoprefettura della Costa d'Avorio appartenente al dipartimento di Séguéla. Conta una popolazione di 25 249 abitanti (censimento 2014).